# Frondoside A
O Frondoside A  é um glicosídeo triterpenóide produzido naturalmente pelo pepino do Mar Atlântico, Cucumaria frondosa. Foi isolado pela primeira vez em um extrato do pepino do mar Cucumaria frondosa em 1990, usando uma técnica chamada cromatografia líquida de alto desempenho, os pesquisadores extraíram o frondosídeo A do organismo marinho C. frondosa, um pepino do mar encontrado em Quebec, Canadá.  
Este composto tem sido objeto de pesquisa devido às suas potenciais propriedades farmacológicas e terapêuticas. O Frondoside A abrange uma ampla gama de efeitos antitumorais, que engloba desde o desencadeamento da morte celular programada (apoptose) até o inibição do crescimento das células cancerosas, seu movimento e invasão, bem como a prevenção da formação de metástases e o prejuízo da angiogênese.
Neste contexto, Diversas pesquisas indicaram que sua capacidade pró-apoptótica é causada pela redução da expressão das proteínas da família Bcl-2, que são anti-apoptóticas, e pelo aumento das proteínas pró-apoptóticas. Além disso, o Frondosídeo A atue por meio de interações com a membrana celular, o que resulta em um aumento da permeabilidade da membrana e, consequentemente, na ruptura da mesma.
Estudos in vitro e in vivo contra variedades de linhagens de células cancerígenas, mostra que esse composto possui capacidade de supressão do crescimento de diferentes linhagens de células cancerígenas incluindo células de câncer de pulmão A549. Em estudos envolvendo camundongos, foi apresentado que o Frondoside A atua de maneira sinérgica quando combinado com tratamentos quimioterápicos tradicionais, tais como gencitabina, paclitaxel e cisplatina. 
O mecanismo de ação de frondasede A incluem a  penetração na célula cancerígena e alterando a sua sinalização celular. Essas alterações levam à inibição da metástase e da angiogênese, que são dois processos importantes no desenvolvimento do câncer através da regulação de genes p21. Além de inibição 3-quinase e caspase 3 .